# TT89
La tombe thébaine TT 89 est située à Cheikh Abd el-Gournah, dans la nécropole thébaine, sur la rive ouest du Nil, face à Louxor en Égypte.
C'est la sépulture d'Amenmosé, régisseur de la « ville du Sud » (Thèbes) sous le règne d'Amenhotep III.
La tombe a été fouillée par Roberta L. Shaw et Lyla Pinch Brock.